# Hudcovce
Hudcovce est un village de Slovaquie situé dans la région de Prešov.

## Histoire
Première mention écrite du village en 1467.

## Démographie

### Évolution de la population
| Année:               | 1994. | 2004.   | 2014.   | 2024.    |
| -------------------- | ----- | ------- | ------- | -------- |
| Nombre de personnes: | 407   | 422     | 418     | 376      |
| Différence:          |       | +3,68 % | -0,94 % | -10,04 % |

| Année:               | 2023. | 2024.   |
| -------------------- | ----- | ------- |
| Nombre de personnes: | 380   | 376     |
| Différence:          |       | -1,05 % |